# 原奥匈帝国驻天津领事馆
原奥匈帝国驻天津领事馆是原奥匈帝国政府驻天津的领事馆，也是天津奥租界内惟一一处由奥匈帝国政府出资建造的房屋。建于1908年，在当时的天津奥租界大马路与沿河马路转角处（今河北区建国道153号和海河东路33号）。该建筑目前为重点保护等级历史风貌建筑和天津市文物保护单位。

## 历史
奥国领事馆始设于清同治八年七月(1869年8月)，但至清光绪二十五年(1899年)奥匈帝国驻天津领事一直由英国驻天津领事兼任。从1900年起，奥匈帝国才开始派出首任驻天津领事。1902年，天津奥租界划定后，租界政府于1908年修建该建筑并作为领事馆使用。1917年8月，民国政府对奥匈帝国宣战，中国军警进驻天津奥租界。1919年第一次世界大战结束后，该建筑被民国政府收回。在此期间，奥匈帝国共派驻天津领事4任。1923年4月，奥地利驻华领事代表奥地利政府将该建筑房地产全部售予“天津县纪锦斋名下管业”，卖价为白银四万三千零七十九两。纪锦斋即在邻建国道一侧增建36间二层砖灰门面楼房，并在小马路(今大昌兴胡同)一侧兴建19间平房出租，另扩建两座二层楼房为仓库。1945年初，纪锦斋后人以“锦润堂”名义将全部房地产卖到永义公司名下并在院内两座西式建筑之间砌墙一道，又在海河边辟门，从此形成两个院落。中华人民共和国成立后，该房产陆续归公。该建筑原为两座西式洋楼，但在1976年7月唐山大地震中，其墙面、地面均受损严重，海河边的院落震损，其中一座建筑在地震后被拆除，目前保留下来的是其沿建国道一侧的西式二层楼。此后，河北区房管局在此建起办公楼。2003年，在海河东路拆迁改造过程中，奥匈帝国在津领事馆旧址被意外发现。 2004年，天津市人民政府遵循整旧如旧的原则，对该建筑进行了修复，修复工程内容包括，对建筑物的砖木结构墙体进行加固，在墙内全部增设了内置圈梁，并采用了钢丝网抹灰的修缮工艺。同时，对建筑内部的龙骨进行加固，对楼梯及门窗外檐进行整修，并进行了上下水系统、供暖系统、电视、电话线路系统的修建。

## 建筑风格
原奥匈帝国驻天津领事馆建筑面积为1200余平方米，院落占地7.093亩，为奥地利民居风格带花园式庭园的砖木结构二层楼房，局部为三层，建筑主入口由方柱支撑形成门廊，门廊之上设有内嵌阳台。建筑外檐为混水墙面，砂浆水泥罩面、断块墙身，房顶设计为坡状鱼鳞石片小万瓦顶青石瓦屋面。建筑内部楼梯为悬挑式楼梯，由石材砌筑而成、每一凳为一块整石料，楼梯在有外力时受力均匀，并通过每凳楼梯的联接点逐级传递，最终传至地面。建筑主楼和侧楼之间由走廊连接。一层设有两个会议室，二楼为办公用房。目前该建筑已修复如故。 该建筑是较典型的欧式庭院花园建筑。    